# Kanton Salitre
Der Kanton Salitre befindet sich in der Provinz Guayas im zentralen Westen von Ecuador. Er besitzt eine Fläche von 392,7 km². Im Jahr 2020 lag die Einwohnerzahl schätzungsweise bei 65.760. Verwaltungssitz des Kantons ist die Kleinstadt El Salitre mit 10.840 Einwohnern (Stand 2010). Der Kanton Salitre wurde am 27. November 1959 als „Kanton Urbina Jado“ gegründet. Namensgeber war Francisco Urbina Jado, ein Sohn des Ex-Präsidenten José María Urbina.

## Lage
Der Kanton Salitre liegt im Tiefland im Nordosten der Provinz Guayas. Der Hauptort El Salitre befindet sich 40 km nordnordöstlich der Provinzhauptstadt Guayaquil. Der Río Vinces durchquert den Kanton in südlicher Richtung. Im Süden reicht der Kanton bis an das Nordufer des Río Babahoyo. Die Fernstraße E485 (Daule–Babahoyo) führt durch den Kanton und am Hauptort El Salitre vorbei.
Der Kanton Salitre grenzt im Norden und im Osten an die Provinz Los Ríos mit den Kantonen Vinces, Baba und Babahoyo, im Süden an den Kanton Samborondón sowie im Westen an die Kantone Daule, Santa Lucía und Palestina.

## Verwaltungsgliederung
Der Kanton Salitre ist in die Parroquia urbana („städtisches Kirchspiel“)
- El Salitre

und in die Parroquias rurales („ländliches Kirchspiel“)
- General Cornelio Vernaza
- Junquillal
- La Victoria

gegliedert.